# Pseuduroxys ohausi
Pseuduroxys ohausi är en skalbaggsart som beskrevs av Vladimir Balthasar 1938. Pseuduroxys ohausi ingår i släktet Pseuduroxys och familjen bladhorningar. Inga underarter finns listade i Catalogue of Life.